# Ельшанское
Ельшанское (каз. Ельшанское) — село в Карабалыкском районе Костанайской области Казахстана. Входит в состав Костанайского сельского округа. Код КАТО — 395045400.

## Население
В 1999 году население села составляло 226 человек (115 мужчин и 111 женщин). По данным переписи 2009 года, в селе проживало 235 человек (123 мужчины и 112 женщин).